# Snap (Rosa Linn)
Snap is een nummer van de Armeense zangeres Rosa Linn. Het nummer werd geschreven door de zangeres, in samenwerking met een vijftal andere artiesten. Het werd uitgebracht op 19 maart 2022, als de Armeense inzending van het Eurovisiesongfestival 2022 in Turijn. 
Het nummer wist zich te plaatsen voor de finale, waar Rosa Linn de 20ste plaats behaalde voor Armenië. Na het Songfestival ging het nummer viraal op TikTok. Bijgevolg stormde het nummer de hitlijsten binnen in meer dan dertig landen. Opvallend, want de Oekraïense winnaar kwam slechts in een twintigtal hitlijsten binnen, vooral in Europese landen. Het nummer werd in Vlaanderen eerst opgepikt door MNM, waar het gekozen werd als de wekelijkse Big Hit. De single behaalde na vier weken de toppositie in de Ultratop 50 van Vlaanderen, waar het tot dan toe zeven weken bleef staan. 

## Hitlijsten

### Nederlandse Top 40
In de lijst met Eurovisiesongfestivalhits in de Top 40 staat Snap anno 2024 op nummer 4.
| Hitnotering: 16-07-2022 t/m 07-01-2023 | Hitnotering: 16-07-2022 t/m 07-01-2023 | Hitnotering: 16-07-2022 t/m 07-01-2023 | Hitnotering: 16-07-2022 t/m 07-01-2023 | Hitnotering: 16-07-2022 t/m 07-01-2023 | Hitnotering: 16-07-2022 t/m 07-01-2023 | Hitnotering: 16-07-2022 t/m 07-01-2023 | Hitnotering: 16-07-2022 t/m 07-01-2023 | Hitnotering: 16-07-2022 t/m 07-01-2023 | Hitnotering: 16-07-2022 t/m 07-01-2023 | Hitnotering: 16-07-2022 t/m 07-01-2023 | Hitnotering: 16-07-2022 t/m 07-01-2023 | Hitnotering: 16-07-2022 t/m 07-01-2023 | Hitnotering: 16-07-2022 t/m 07-01-2023 | Hitnotering: 16-07-2022 t/m 07-01-2023 | Hitnotering: 16-07-2022 t/m 07-01-2023 | Hitnotering: 16-07-2022 t/m 07-01-2023 | Hitnotering: 16-07-2022 t/m 07-01-2023 | Hitnotering: 16-07-2022 t/m 07-01-2023 | Hitnotering: 16-07-2022 t/m 07-01-2023 | Hitnotering: 16-07-2022 t/m 07-01-2023 | Hitnotering: 16-07-2022 t/m 07-01-2023 | Hitnotering: 16-07-2022 t/m 07-01-2023 | Hitnotering: 16-07-2022 t/m 07-01-2023 | Hitnotering: 16-07-2022 t/m 07-01-2023 | Hitnotering: 16-07-2022 t/m 07-01-2023 | Hitnotering: 16-07-2022 t/m 07-01-2023 | Hitnotering: 16-07-2022 t/m 07-01-2023 |
| Week:                                  | 1                                      | 2                                      | 3                                      | 4                                      | 5                                      | 6                                      | 7                                      | 8                                      | 9                                      | 10                                     | 11                                     | 12                                     | 13                                     | 14                                     | 15                                     | 16                                     | 17                                     | 18                                     | 19                                     | 20                                     | 21                                     | 22                                     | 23                                     | 24                                     | 25                                     | 26                                     |                                        |
| -------------------------------------- | -------------------------------------- | -------------------------------------- | -------------------------------------- | -------------------------------------- | -------------------------------------- | -------------------------------------- | -------------------------------------- | -------------------------------------- | -------------------------------------- | -------------------------------------- | -------------------------------------- | -------------------------------------- | -------------------------------------- | -------------------------------------- | -------------------------------------- | -------------------------------------- | -------------------------------------- | -------------------------------------- | -------------------------------------- | -------------------------------------- | -------------------------------------- | -------------------------------------- | -------------------------------------- | -------------------------------------- | -------------------------------------- | -------------------------------------- | -------------------------------------- |
| Positie:                               | 37                                     | 27                                     | 18                                     | 15                                     | 10                                     | 9                                      | 8                                      | 3                                      | 2                                      | 3                                      | 3                                      | 3                                      | 2                                      | 2                                      | 2                                      | 2                                      | 4                                      | 8                                      | 10                                     | 16                                     | 21                                     | 24                                     | 26                                     | 31                                     | 33                                     | 34                                     | uit                                    |

### NederlandseSingle Top 100
| Hitnotering: 02-07-2022 t/m 20-05-2023 | Hitnotering: 02-07-2022 t/m 20-05-2023 | Hitnotering: 02-07-2022 t/m 20-05-2023 | Hitnotering: 02-07-2022 t/m 20-05-2023 | Hitnotering: 02-07-2022 t/m 20-05-2023 | Hitnotering: 02-07-2022 t/m 20-05-2023 | Hitnotering: 02-07-2022 t/m 20-05-2023 | Hitnotering: 02-07-2022 t/m 20-05-2023 | Hitnotering: 02-07-2022 t/m 20-05-2023 | Hitnotering: 02-07-2022 t/m 20-05-2023 | Hitnotering: 02-07-2022 t/m 20-05-2023 | Hitnotering: 02-07-2022 t/m 20-05-2023 | Hitnotering: 02-07-2022 t/m 20-05-2023 | Hitnotering: 02-07-2022 t/m 20-05-2023 | Hitnotering: 02-07-2022 t/m 20-05-2023 | Hitnotering: 02-07-2022 t/m 20-05-2023 | Hitnotering: 02-07-2022 t/m 20-05-2023 | Hitnotering: 02-07-2022 t/m 20-05-2023 | Hitnotering: 02-07-2022 t/m 20-05-2023 | Hitnotering: 02-07-2022 t/m 20-05-2023 | Hitnotering: 02-07-2022 t/m 20-05-2023 | Hitnotering: 02-07-2022 t/m 20-05-2023 | Hitnotering: 02-07-2022 t/m 20-05-2023 | Hitnotering: 02-07-2022 t/m 20-05-2023 | Hitnotering: 02-07-2022 t/m 20-05-2023 |
| Week:                                  | 1                                      | 2                                      | 3                                      | 4                                      | 5                                      | 6                                      | 7                                      | 8                                      | 9                                      | 10                                     | 11                                     | 12                                     | 13                                     | 14                                     | 15                                     | 16                                     | 17                                     | 18                                     | 19                                     | 20                                     | 21                                     | 22                                     | 23                                     | 24                                     |
| -------------------------------------- | -------------------------------------- | -------------------------------------- | -------------------------------------- | -------------------------------------- | -------------------------------------- | -------------------------------------- | -------------------------------------- | -------------------------------------- | -------------------------------------- | -------------------------------------- | -------------------------------------- | -------------------------------------- | -------------------------------------- | -------------------------------------- | -------------------------------------- | -------------------------------------- | -------------------------------------- | -------------------------------------- | -------------------------------------- | -------------------------------------- | -------------------------------------- | -------------------------------------- | -------------------------------------- | -------------------------------------- |
| Positie:                               | 55                                     | 28                                     | 19                                     | 16                                     | 11                                     | 10                                     | 10                                     | 9                                      | 8                                      | 8                                      | 7                                      | 4                                      | 4                                      | 6                                      | 8                                      | 8                                      | 10                                     | 11                                     | 11                                     | 14                                     | 14                                     | 15                                     | 15                                     | 24                                     |
| Week:                                  | 25                                     | 26                                     | 27                                     | 28                                     | 29                                     | 30                                     | 31                                     | 32                                     | 33                                     | 34                                     | 35                                     | 36                                     | 37                                     | 38                                     | 39                                     | 40                                     | 41                                     | 42                                     | 43                                     | 44                                     | 45                                     | 46                                     | 47                                     |                                        |
| Positie:                               | 37                                     | 48                                     | 75                                     | 27                                     | 28                                     | 42                                     | 49                                     | 56                                     | 56                                     | 63                                     | 66                                     | 67                                     | 67                                     | 68                                     | 66                                     | 58                                     | 65                                     | 68                                     | 76                                     | 97                                     | 92                                     | 89                                     | 96                                     | uit                                    |

### VlaamseUltratop 50
| Hitnotering: 30-07-2022 t/m 03-06-2023 | Hitnotering: 30-07-2022 t/m 03-06-2023 | Hitnotering: 30-07-2022 t/m 03-06-2023 | Hitnotering: 30-07-2022 t/m 03-06-2023 | Hitnotering: 30-07-2022 t/m 03-06-2023 | Hitnotering: 30-07-2022 t/m 03-06-2023 | Hitnotering: 30-07-2022 t/m 03-06-2023 | Hitnotering: 30-07-2022 t/m 03-06-2023 | Hitnotering: 30-07-2022 t/m 03-06-2023 | Hitnotering: 30-07-2022 t/m 03-06-2023 | Hitnotering: 30-07-2022 t/m 03-06-2023 | Hitnotering: 30-07-2022 t/m 03-06-2023 | Hitnotering: 30-07-2022 t/m 03-06-2023 | Hitnotering: 30-07-2022 t/m 03-06-2023 | Hitnotering: 30-07-2022 t/m 03-06-2023 | Hitnotering: 30-07-2022 t/m 03-06-2023 | Hitnotering: 30-07-2022 t/m 03-06-2023 | Hitnotering: 30-07-2022 t/m 03-06-2023 | Hitnotering: 30-07-2022 t/m 03-06-2023 | Hitnotering: 30-07-2022 t/m 03-06-2023 | Hitnotering: 30-07-2022 t/m 03-06-2023 | Hitnotering: 30-07-2022 t/m 03-06-2023 | Hitnotering: 30-07-2022 t/m 03-06-2023 | Hitnotering: 30-07-2022 t/m 03-06-2023 |
| Week:                                  | 1                                      | 2                                      | 3                                      | 4                                      | 5                                      | 6                                      | 7                                      | 8                                      | 9                                      | 10                                     | 11                                     | 12                                     | 13                                     | 14                                     | 15                                     | 16                                     | 17                                     | 18                                     | 19                                     | 20                                     | 21                                     | 22                                     | 23                                     |
| -------------------------------------- | -------------------------------------- | -------------------------------------- | -------------------------------------- | -------------------------------------- | -------------------------------------- | -------------------------------------- | -------------------------------------- | -------------------------------------- | -------------------------------------- | -------------------------------------- | -------------------------------------- | -------------------------------------- | -------------------------------------- | -------------------------------------- | -------------------------------------- | -------------------------------------- | -------------------------------------- | -------------------------------------- | -------------------------------------- | -------------------------------------- | -------------------------------------- | -------------------------------------- | -------------------------------------- |
| Positie:                               | 32                                     | 7                                      | 7                                      | 1                                      | 1                                      | 1                                      | 1                                      | 1                                      | 1                                      | 1                                      | 2                                      | 2                                      | 2                                      | 2                                      | 3                                      | 5                                      | 5                                      | 9                                      | 11                                     | 10                                     | 16                                     | 7                                      | 14                                     |
| Week:                                  | 24                                     | 25                                     | 26                                     | 27                                     | 28                                     | 29                                     | 30                                     | 31                                     | 32                                     | 33                                     | 34                                     | 35                                     | 36                                     | 37                                     | 38                                     | 39                                     | 40                                     | 41                                     | 42                                     | 43                                     | 44                                     | 45                                     |                                        |
| Positie:                               | 5                                      | 13                                     | 16                                     | 16                                     | 17                                     | 13                                     | 24                                     | 17                                     | 29                                     | 32                                     | 27                                     | 32                                     | 28                                     | 26                                     | 24                                     | 39                                     | 42                                     | 35                                     | 42                                     | 38                                     | 39                                     | 41                                     | uit                                    |